# Sande Vila Nova e Sande São Clemente
Vila Nova e São Clemente de Sande (oficialmente: União das Freguesias de Sande Vila Nova e Sande São Clemente) é uma freguesia portuguesa do município de Guimarães com 7,25 km² de área e 3 307 habitantes (censo de 2021). A sua densidade populacional é 456,1 hab./km².

## História
Foi constituída em 2013, no âmbito de uma reforma administrativa nacional, pela agregação das antigas freguesias de Vila Nova de Sande e São Clemente de Sande e tem a sede em Sande Vila Nova

## Demografia
A população registada nos censos foi:
| Ano  | 0-14 Anos | 15-24 Anos | 25-64 Anos | > 65 Anos |
| 2001 | 724       | 621        | 1841       | 384       |
| 2011 | 495       | 499        | 1967       | 473       |
| 2021 | 390       | 348        | 1814       | 755       |

À data da junção das freguesias, a população registada no censo anterior foi:
| Freguesia atual                      | Freguesia atual | Freguesia atual | Freguesias antigas    | Freguesias antigas | Freguesias antigas |
| Freguesia                            | População       | Área(km²)       | Freguesia             | População          | Área               |
| ------------------------------------ | --------------- | --------------- | --------------------- | ------------------ | ------------------ |
| Sande Vila Nova e Sande São Clemente | 3434            | 7,25            | Vila Nova de Sande    | 1739               | 2,38               |
| Sande Vila Nova e Sande São Clemente | 3434            | 7,25            | São Clemente de Sande | 1695               | 4,87               |